# Hustruer - ti år etter
Série
Les Épouses
(1975)
Pour plus de détails, voir Fiche technique et Distribution.
Hustruer - ti år etter est un film norvégien réalisé par Anja Breien, sorti en 1985.

## Fiche technique
- Titre : Hustruer - ti år etter
- Titre anglais : Wives - Ten Years After
- Réalisation : Anja Breien
- Scénario : Anja Breien et Knut Faldbakken
- Musique : Arne Nordheim
- Pays d'origine : Norvège
- Format : Couleurs - 35 mm - Mono
- Genre : comédie dramatique
- Durée : 88 minutes
- Date de sortie :
  - 1985 : (Festival international du film de Chicago)
  -  Norvège : 24 octobre 1985

## Distribution
- Frøydis Armand : Heidrun
- Katja Medbøe : Kaja
- Anne Marie Ottersen : Mie